# Norwood (Nova York)
Norwood és una població dels Estats Units a l'estat de Nova York. Segons el cens del 2000 tenia 1.685 habitants.

## Demografia
Segons el cens del 2000, Norwood tenia 1.685 habitants, 685 habitatges, i 446 famílies. La densitat de població era de 314,3 habitants per km².
Dels 685 habitatges en un 30,4% hi vivien nens de menys de 18 anys, en un 49,6% hi vivien parelles casades, en un 11,2% dones solteres, i en un 34,9% no eren unitats familiars. En el 28,3% dels habitatges hi vivien persones soles l'11,1% de les quals corresponia a persones de 65 anys o més que vivien soles. El nombre mitjà de persones vivint en cada habitatge era de 2,39 i el nombre mitjà de persones que vivien en cada família era de 2,93.
Per edats la població es repartia de la següent manera: un 23,4% tenia menys de 18 anys, un 8,8% entre 18 i 24, un 28,4% entre 25 i 44, un 25,6% de 45 a 60 i un 13,7% 65 anys o més.
L'edat mediana era de 38 anys.
Entorn del 6,1% de les famílies i l'11,6% de la població estaven per davall del llindar de pobresa.